# EJay Day
Earl "EJay" Day (n. 13 de septiembre de 1981) es un cantante estadounidense, y fue uno de los diez finalistas en la primera temporada de American Idol. Day fue en realidad un reemplazo de última hora en las semifinales de American Idol por Delano Cagnolati, quien fue descubierto de haber mentido para evadir los cortes de edad de la serie. Después de llegar a los diez finalistas, Day fue el primer concursante en ser eliminado.
Day nació en Lawrenceville, Georgia. Luego de su breve aparición en American Idol, se incorporó a la gira American Idols LIVE! Tour 2002 junto a los otros finalistas. Day también ha actuado en numerosas ocasiones para Muhammad Ali, quien le pidió que cantara en su evento de firma de libros y otras recepciones celebradas en su honor. También actuó en el desfile  Tournament of Roses de 2003 en Pasadena, California. De niño, Day cantaba en el coro de la iglesia e hizo varias actuaciones cantando el himno nacional para los equipos deportivos profesionales de Georgia.
Day ayudó a escribir la canción "Pure Love" para el segundo álbum de la actriz y cantante Raven-Symoné.
EJay también actuó en varios cruceros de Royal Caribbean.